# トム・ニューマン
トム・ニューマン（Tom Newman、1943年5月7日 - ）は、イングランドの音楽プロデューサーでミュージシャン（リズムギター）である。1970年にリチャード・ブランソンと働き始め、初期のヴァージン・レコードのためにオックスフォードにマナー・スタジオを設立するのを手伝った。そこで、マイク・オールドフィールドの『チューブラー・ベルズ』のレコーディングをプロデュースした。 

## 略歴
1968年に彼はジュライと呼ばれるバンドで演奏し、その唯一のアルバムはイギリスではメジャー・マイナー・レコードから、アメリカではエピックから出されたセルフタイトルを冠する『July (邦題はスーパー・サイケデリック!)』であった。それ以前は、スペインを拠点とする「The Tomcats」というイギリスのバンドに所属していた。1966年に、彼らはスペインのフィリップスから少なくとも3枚のEP（436387、436388、436826）をレコーディングした。
1970年、ニューマンはリチャード・ブランソンとの協力を開始し、オックスフォードにてマナー・スタジオの建設を支援した。そこで彼は18歳のマイク・オールドフィールドに出会い、アルバム『チューブラー・ベルズ』になる前のラフなデモテープを預かった。
1973年11月、ニューマンはBBCにおける『チューブラー・ベルズ』のスタジオでのライブ・パフォーマンスに参加した。この演奏風景はオールドフィールドのDVD『エレメンツ〜ザ・ベスト・オブ・マイク・オールドフィールド』で入手できる。
ニューマンはソロ・ミュージシャンとしていくつかのアルバムをリリースし、他のアーティスト、特にマイク・オールドフィールド（『チューブラー・ベルズ』『チューブラー・ベルズII』『ヘヴンズ・オープン』等）のためにいくつかのアルバムをプロデュースした。
ニューマンの1977年のアルバム『ファイン・オールド・トム』をレビューして、ロバート・クリストガウは自著『Christgau's Record Guide: Rock Albums of the Seventies』（1981年）に次のように書いている。「トムは1975年に海を越えて遠くまで頭を巡らせてこれをレコーディングしたようですが、それ以上はイギリスびいきである私の情報源でさえわかりませんでした。類推するに、デイヴ・エドモンズ（スタジオマニアにして一般的な難解ではない音楽をオリエンテーションしている点。ニューマンは誰を圧倒することにも興味がないようですが）、レイ・デイヴィス（漠然としかし永続的に、エキセントリックさとボーカル・アプローチの両方から）、イーノ（より正確には、エキセントリックさとボーカル・アプローチからだけでなく、スマートなスタイルからも。ニューマンはさほど露骨に前衛的ではありませんが）あたりの影響でしょう。かなりキャッチーです」。
ニューマンはまた、チャーリー・アングリーのような若いNWOBHMバンドとも共同作業している。
2009年、トム・ニューマンは、ピーター・クックらと共に、ジュライを再結成した。

## ディスコグラフィ

### ソロ・アルバム
- 『ファイン・オールド・トム』 - Fine Old Tom (1975年)
- 『妖精交響曲』 - Faerie Symphony (1977年)
- 『バイユ・ムーン』 - Bayou Moon (1986年)
- 『アスペクト・オブ・ザ・グレート・アーチスト』 - Aspects (1986年)
- 『オズィマンディアス』 - Ozymandias (1988年)
- 『ライヴ・アット・ジ・アルゴノウト』 - Live at the Argonaut (1995年、Voiceprint) ※1975年録音
- Hotel Splendide (1997年) ※ライブ
- Snow Blind (1997年)
- Faerie Symphony and Other Stories (1999年)
- Tall Scary Things (1999年)
- The Hound Of Ulster (1999年)
- The Secret Life of Angels (2014年)
- The Calling (2015年)

### ジュライ
- 『スーパー・サイケデリック!』 - July (1968年、Major Minor)
- Dandelion Seeds (1987年、Bam Caruso) ※コンピレーション
- The Second of July (1995年、Essex) ※コンピレーション
- Resurrection (2013年、Neddysongs Recordings)
- The Wight Album (2020年、Grapefruit)

### プロデュース・アルバム
- マイク・オールドフィールド : 『チューブラー・ベルズ』 - Tubular Bells (1973年)
- ハットフィールド・アンド・ザ・ノース : 『ハットフィールド&ザ・ノース』 - Hatfield and the North (1973年)
- マイク・オールドフィールド : 『ハージェスト・リッジ』 - Hergest Ridge (1974年)
- マイク・オールドフィールド : 『プラチナム』 - Platinum (1979年)
- サリー・オールドフィールド : 『セレブレーション』 - Celebration (1980年)
- Various Artists : 101 Live Letters (1981年) ※Huang Chung、Endgames、The Fix、Fay Rayの4組を収録
- ドール・バイ・ドール : Doll By Doll (1981年)
- ドール・バイ・ドール : Grand Passion (1982年) ※ジャッキー・レヴィンとの共同プロデューサー
- マイク・オールドフィールド : 『ファイヴ・マイルズ・アウト』 - Five Miles Out (1982年) ※共同プロデューサー
- ナターシャ : Captured (1982年)
- マイク・オールドフィールド : 『アイランズ』 - Islands (1987年)
- マイク・オールドフィールド : 『アマロック』 - Amarok (1990年)
- マイク・オールドフィールド : 『ヘヴンズ・オープン』 - Heaven's Open (1991年)
- マイク・オールドフィールド : 『チューブラー・ベルズII』 : Tubular Bells II (1992年)
- クロダー・シモンズ : 『バンシー・ボイス』 - Six Elementary Songs (1996年)
- Cyan2 : Neon Emptiness (1999年) ※EP